# Bulang Lintang
Bulang Lintang is een bestuurslaag in het regentschap Batam van de provincie Riouwarchipel, Indonesië. Bulang Lintang telt 1375 inwoners (volkstelling 2010).